# Spike (empresa)
Spike (スパイク supaiku?) fue un desarrollador de videojuegos y distribuidora de videojuegos. La mayoría del personal eran parte de Human Entertainment. A partir de hoy, Human's Fire Pro Wrestling es propiedad de Spike. En abril de 2012 la compañía se fusionó con Chunsoft para convertirse en Spike Chunsoft.
Los juegos que han desarrollado incluyen los siguientes:
- No More Heroes
- Crimson Tears
- Dragon Ball Z: Budokai Tenkaichi
- Dragon Ball Z: Budokai Tenkaichi 2
- Dragon Ball Z: Budokai Tenkaichi 3
- Dragon Ball Z: Budokai Tenkaichi Tag Team
- Dragon Ball: Raging Blast
- Dragon Ball: Raging Blast 2
- Dragon Ball Z: Ultimate Tenkaichi
- Dragon Ball Z: For Kinect
- Elvandia Story
- Escape from Bug Island
- Fire Pro Wrestling
- Kenka Bancho
- Kenka Bancho 2 Full Throttle
- Kenka Bancho 3: Zenkoku Seiha
- Michigan
- King of Colosseum
- King of Colosseum II
- LifeSigns: Surgical Unit
- Twilight Syndrome: Kinjiratera Toshi Densetsu
- Sinjyuku no Ookami
- 428: Fūsa Sareta Shibuya de
- MadWorld
- Shinobido: La Senda del Ninja

Los juegos que han distribuido incluyen los siguientes:
- Call of Duty 3